# Pussy Talk
Pussy Talk è un brano musicale del duo musicale statunitense City Girls, quinta traccia del secondo album in studio City on Lock, pubblicato il 20 giugno 2020.
Il brano vede la partecipazione della rapper statunitense Doja Cat.

## Video musicale
Il video musicale, diretto da DAPS, è stato reso disponibile il 6 luglio 2020.

## Formazione
Musicisti
- City Girls – voci
- Southside – programmazione

Produzione
- Southside – produzione
- Salvador Majail – ingegneria del suono
- Colin Leonard – mastering
- Michael "MikFly" Dottin – missaggio

## Classifiche
| Classifica (2020) | Posizione massima |
| ----------------- | ----------------- |
| Stati Uniti       | 103               |

## Remix
Il 13 novembre il duo ha pubblicato il remix del brano come singolo, con la partecipazione dei rapper Quavo, Jack Harlow e Lil Wayne.